# ديفيد ليما
ديفيد ليما (بالبرتغالية: David Lima‏) هو منافس ألعاب قوى برتغالي، ولد في 6 سبتمبر 1990 في لشبونة في البرتغال.

## وصلات خارجية
- ديفيد ليما على موقع الاتحاد الدولي لألعاب القوى (الإنجليزية)
- ديفيد ليما على موقع الاتحاد الأوروبي لألعاب القوى (الإنجليزية)